# Мартынов, Николай Александрович
Николай Александрович Мартынов (24 ноября 1822 — 24 февраля 1895, Москва, Российская империя) — русский архитектор и художник.

## Биография
Родился 24 ноября 1822 года в дворянской семье. Являлся младшим братом Алексея Мартынова (1818-1903). В 1839 году окончил Московский Константиновский межевой институт, с 1839 по 1849 год служил в межевой канцелярии, с 1849 по 1855 год преподавал ИЗО в Межевом институте. Интересовался и изучал памятники архитектуры русской древности. В 1872 году был назначен членом-корреспондентом Московского археологического общества. Изучал и воспроизводил в качестве художника архитектурные памятники Москвы.
Скончался 24 февраля 1895 года в Москве. Похоронен на 13-м участке Ваганьковского кладбища, куда спустя 8 лет будет похоронен и его старший брат.